# Bazel (kanton)
Het kanton Bazel (Duits: Basel) bestond van 1501 tot 1833. In deze tijd was het kanton als geheel onderdeel van het Zwitsers Eedgenootschap. In 1833 deelde het kanton zich op in twee halfkantons:
- Kanton Basel-Landschaft
- Kanton Basel-Stadt

## De stad Bazel tot de aansluiting bij de Eedgenoten in 1501
Bazel wordt voor het eerst vermeld in vijfde eeuw en maakte oorspronkelijk deel uit van het prinsbisdom Bazel. Na de delingen van het Frankische Rijk ging Bazel van 912 tot 1033 deel uitmaken van het koninkrijk Opper-Bourgondië, dat in 1033 werd verenigd met het Heilige Roomse Rijk. De groeiende rijkdom stelde de stad in staat zich los te maken van het prinsbisdom. In 1362 rekende Bazel zichzelf tot de vrije steden. In 1376 lukte het hertog Leopold van Oostenrijk de rijksvoogdij over de stad te verwerven, wat een nieuwe bedreiging van de zelfstandigheid van de stad was. Na de nederlaag van Oostenrijk bij Sempach in 1386 verdween de Habsburgse druk op de stad. In 1400 verwierf de stad de ambten Liestal, Homburg en Waldenburg. Dit was het begin van de vorming van het territorium. In 1461 werd het landgraafschap Sisgau gekocht. Omdat de stad voortdurend bedreigd werd door Frankrijk en Oostenrijk zocht ze aansluiting bij de Eedgenoten. In 1440 werden verbonden gesloten met Bern en Solothurn. In 1500 werd bij de indeling van het Heilige Roomse Rijk in kreitsen de stad ingedeeld bij de Boven-Rijnse Kreits. Nadat de rijksstad zich tijdens de Zwabenoorlog van 1499 neutraal had weten te houden, sloot zij zich op 13 juli 1501 als elfde stand aan bij de Eedgenoten.

## De stad Bazel als kanton (1501-1833)
In 1528 werd de reformatie ingevoerd, waarna de kloosters werden opgeheven en de katholieke klerus de stad verliest. In 1534 werden Augst, Binningen en Bottmingen verworven. De vorming van het territorium was daarmee vrijwel afgesloten. In 1583 kocht de stad de laatste rechten van het vorstbisdom Bazel af. In 1664 werden Hersberg en Nusshof aan het gebied toegevoegd.
In 1792 kwamen Birseck en Laufental aan de Raurachische republiek en, die in 1793 door Frankrijk werd geannexeerd.
Op 20 januari 1798 werden alle bewoners gelijk voor de wet, zodat de ingezetenen van het platteland bevrijd werden van hun onderworpenheid aan de stad. Bij de restauratie in 1814 werd de oude situatie hersteld. Het Congres van Wenen hief in 1815 het prinsbisdom Bazel definitief op. Van dat prinsdom kwamen de zeven dorpen van de voogdij Birseck evenals Aesch en Pfeffingen aan de republiek Bazel.
Onder invloed van de revolutie in Frankrijk van 1830 eisten de bewoners van de landelijke gebieden volledige gelijkberechtiging. Zij wilden een evenredige vertegenwoordiging in het bestuur, wat betekende dat de stad een minderheid zou leveren. De aristocratische vertegenwoordiging van het stadse gedeelte van het kanton Bazel, heeft dat niet toegestaan. Daardoor ontstond er een burgeroorlog, die eindigde met een door het Zwitserse Eedgenootschap afgedwongen verdeling van het kanton in twee halfkantons.